# Arizona Coyotes
Arizona Coyotes (conhecido como Yotes pelos torcedores) é um time profissional inativo de hóquei no gelo da NHL.
O time foi fundado em Winnipeg como Winnipeg Jets, que jogou entre 1972 e 1979 na World Hockey Association, para em 1979 se juntar a NHL. Em 1996, problemas financeiros levaram a uma relocação para Phoenix, Arizona com o nome de Phoenix Coyotes. Em 2003, o time se mudou da America West Arena para um ginásio na região metropolitana, a Gila River Arena em Glendale. (outro time chamado Winnipeg Jets surgiu em 2011 com a relocação do Atlanta Thrashers) Em sua história no Arizona, se classificou 8 vezes aos playoffs em 14 anos, com o melhor desempenho em 2011-12, em que o time ganhou a Divisão do Pacífico e chegou nas finais da Conferência Oeste.
Depois de uma falência em 2009, o time foi de propriedade da própria NHL por quatro anos, com a cidade de Glendale, dona da arena do time, pagando os custos extras. Em 2013 o grupo canadense  Renaissance Sports & Entertainment (RS&E) comprou o time por US$170 milhões, com a afiliada IceArizona tendo os direitos de manter o time em Phoenix por cinco anos. Um dos planos envolveu rebatizar a equipe como Arizona Coyotes.
Após entrar em conflitos com a prefeitura de Glendale, que resolveu não renovar o contrato com a equipe, o Coyotes ajudou a Arizona State University em seu projeto de construir uma arena para seu time de hóquei universitário, e se mudou para a Mullett Arena em Tempe em 2022.  O estádio tem capacidade para apenas 5,000 espectadores, então é uma solução temporária enquanto não conseguem concretizar planos de um novo estádio na região de Phoenix.
Após os moradores de Tempe rejeitarem a proposta de transformar um aterro abandonado em uma arena em 2023,  e o governo do Arizona atrasar o leilão de um terreno em Phoenix que os Coyotes planejavam usar para um estádio no começo de 2024, a NHL decidiu aprovar uma relocação. O dono do Utah Jazz, Ryan Smith, pagou US$1 bilhão para adquirir os recursos da equipe de Alex Meruelo, criando o Utah Hockey Club, enquanto a franquia dos Coyotes em si estava suspensa.  Meruelo teria 5 anos para garantir a construção de um novo estádio e assim reativar os Coyotes, senão a franquia será extinta. Após o leilão ser cancelado por falta de alvarás, Meruelo desistiu de procurar novos locais para o estádio, e entregou os direitos dos Coyotes para a NHL. O dono do Phoenix Suns, Mat Ishbia, declarou interesse em trazer a NHL de volta ao Arizona, e a liga já manifestou que poderiam reviver os Coyotes como equipe de expansão, desde que uma arena própria para hóquei na região seja construída.